# 平楽園駅
平楽園駅（へいらくえん-えき）は、中華人民共和国北京市朝陽区に位置する北京地下鉄14号線の駅である。

## 駅構造

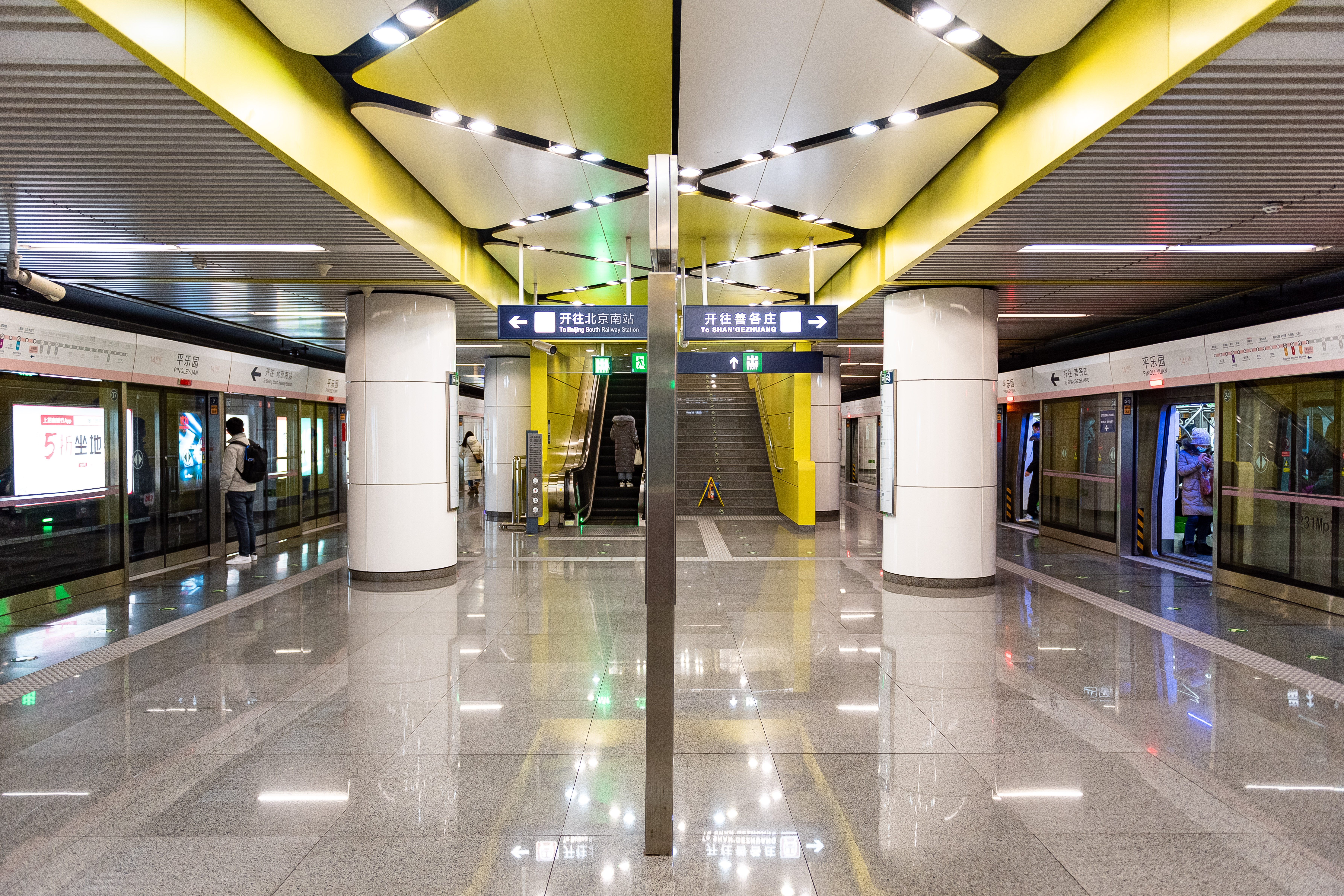
ホーム

島式ホーム1面2線を有する地下駅。
| 14号線ホーム | ←14号線 張郭荘方面 |
| 14号線ホーム | 島式ホーム         |
| 14号線ホーム | 14号線 善各荘方面→ |

## 歴史
- 2017年12月30日 - 開業[1]。

## 隣の駅
北京地下鉄
■14号線
北工大西門駅 - 平楽園駅 - 九竜山駅